# Riserva naturale Gallopane
La riserva naturale Gallopane è un'area naturale protetta situata nella provincia di Cosenza. La riserva occupa una superficie di 200 ettari ed è stata istituita nel 1977 e oggi si trova all'interno del Parco nazionale della Sila.